# Somchai Chertchai
Somchai Chertchai est un boxeur thaïlandais né le 18 mai 1972 à Thanyaburi.

## Carrière
Passé professionnel en 1990, il devient champion du monde des poids mouches WBA le 13 février 1994 en battant aux points David Griman. Chertchai conserve son titre à neuf reprises avant de s'incliner également aux points face à Jose Bonilla le 24 novembre 1996. Il met un terme à sa carrière de boxeur en 2003 sur un bilan de 44 victoires et 3 défaites.